# Villenave
Villenave – miejscowość i gmina we Francji, w regionie Nowa Akwitania, w departamencie Landy.
Według danych na rok 1990 gminę zamieszkiwały 273 osoby, a gęstość zaludnienia wynosiła 10 osób/km² (wśród 2290 gmin Akwitanii Villenave plasuje się na 906. miejscu pod względem liczby ludności, natomiast pod względem powierzchni na miejscu 323.).